# Región de Murcia nemzetközi repülőtér
Región de Murcia nemzetközi repülőtér (IATA: RMU, ICAO: LEMI) egy nemzetközi repülőtér San Javier közelében. Éves utasforgalma 1 090 954 fő (2019). Üzemeltetője az Aena.
Miután 2019-ben elkészült, átvette a Murcia–San Javier repülőtér szerepét és a régi repülőtér csak mint katonai repülőtér üzemel tovább.

## Forgalom
Az utasforgalom az elmúlt években az alábbi módon változott:
| Utasok száma | 1 090 954 | 217 912 | 283 436 | 838 940 |
|              | 2019      | 2020    | 2021    | 2022    |

## Kifutópályák
A repülőtér futópályái:
- 05/23 (3000 m, 45 m, aszfaltbeton)

## Légitársaságok és úticélok
2025-ben a Región de Murcia nemzetközi repülőtérről az alábbi járatok indulnak (Utoljára frissítve: 2025-08-16):
| Légitársaság    | Célállomások |
| --------------- | --- |
| Air Arabia      | Nador, Oujda |
| Binter Canarias | Gran Canaria, Tenerife–North                                                                                            |
| easyJet         | Bristol, London–Gatwick, London–Luton Szezonális: Manchester                                                            |
| Ryanair         | Birmingham, Dublin, London–Stansted, Manchester Szezonális: Bournemouth, East Midlands, Glasgow–Prestwick, London–Luton |
| Smartwings      | Brno, Prága |
| TUI fly Belgium | Szezonális: Brüsszel, Ostend/Bruges                                                                                     |
| Volotea         | Barcelona, Marseille Szezonális: Asturias, Bilbao                                                                       |